# Jbarna
Jbarna (franska: Jbarna (CR), Jbarna (Commune Rurale), arabiska: اجبارنة) är en kommun i Marocko.   Den ligger i provinsen Taza och regionen Fès-Meknès, i den nordöstra delen av landet, 280 km öster om huvudstaden Rabat. Antalet invånare är 3 456.